# Comté de Nord-Trøndelag
Le comté de Nord-Trøndelag (en norvégien : Nord-Trøndelag fylke) est un ancien comté norvégien situé au centre du pays, entre la Suède et la mer de Norvège. Il était voisin des comtés de Nordland au nord et Sør-Trøndelag au sud. Son centre administratif se situait à Steinkjer, une ville d’environ 20 000 habitants. En 2018, il est réunifié avec le comté de Sør-Trøndelag pour former le comté de Trøndelag.

## Nom
Le nom de Nord-Trøndelag fut créé en 1919 et signifie « [partie] nord [du] Trøndelag ».
Jusqu'en 1919, le nom du comté était Nordre Trondhjems amt, qui signifiait « [partie] nord de l'amt de Trondheim ». L'ancien Trondhjems amt, créé en 1662, fut divisé en deux en 1804, Trondhjem étant la forme ancienne de l'actuelle Trondheim.

## Histoire

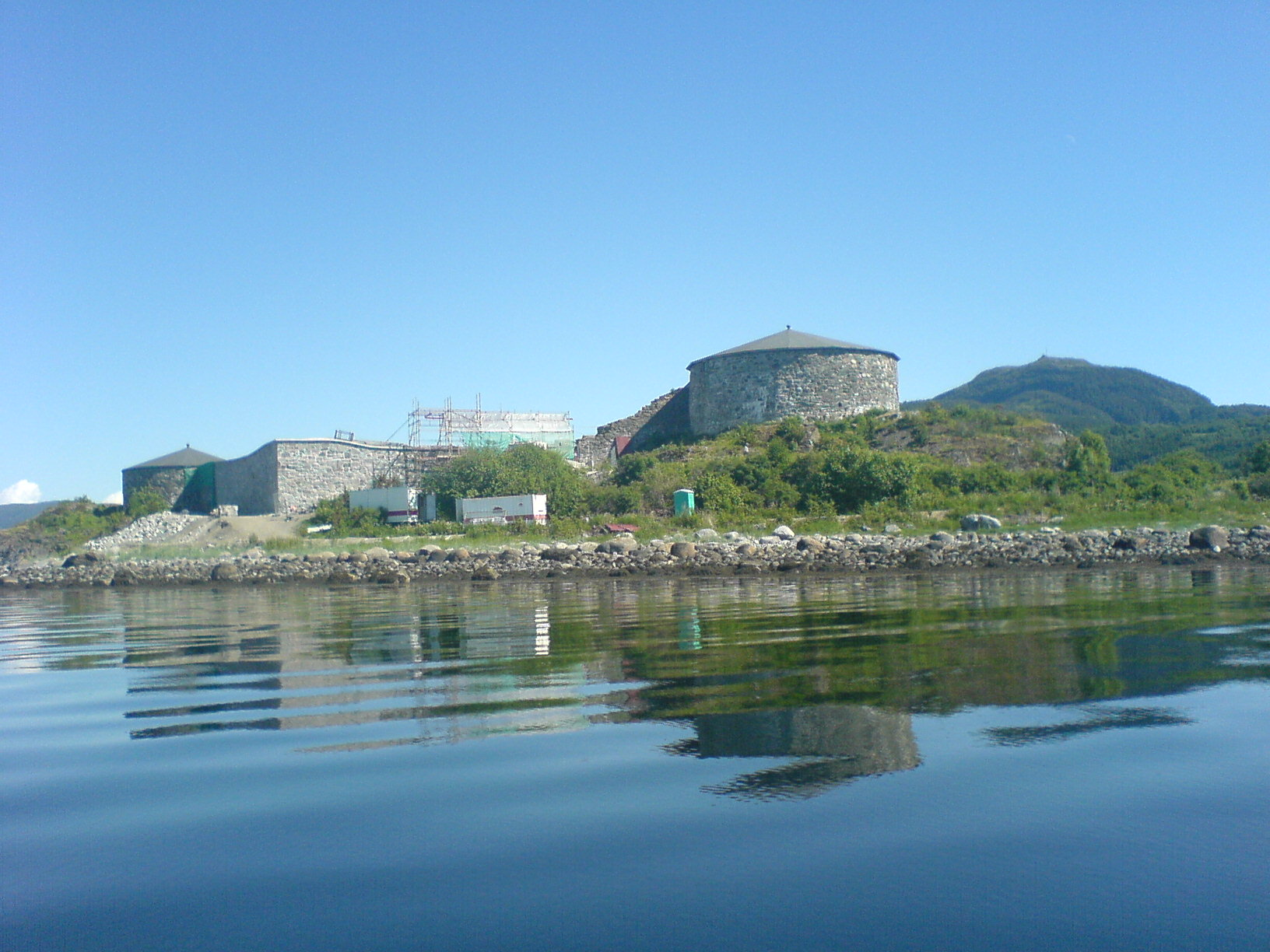
Le château de Steinvikholmen à Stjørdal, résidence du dernier archevêque catholique de Norvège, chassé du pays au moment de la Réforme.

La région est occupée depuis des milliers d'années comme en témoignent les peintures rupestres du centre de la Norvège. Les régions fertiles bordant le Trondheimsfjord furent un important centre de pouvoir à l'époque des Vikings. La fameuse bataille de Stiklestad eut lieu vers le village de Stiklestad, dans la municipalité de Verdal.

## Géographie
La majeure partie de la population se concentre au sud du comté, sur les rives du Trondheimsfjord qui compte quelques plaines fertiles permettant la pratique de l'agriculture (notamment vers Stjørdal, Frosta, Levanger, Inderøy, Verdal et Steinkjer). Ces terres constituent la principale zone céréalière de Norvège.

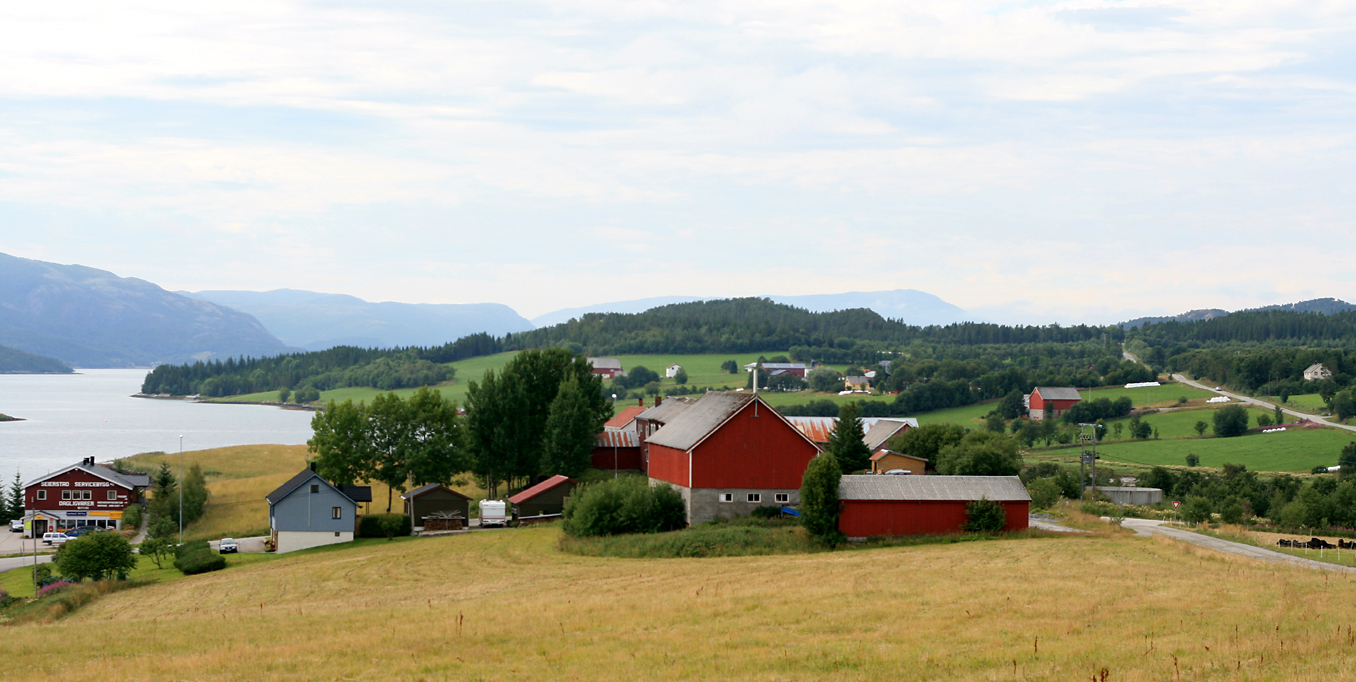
Paysage près de Fosnes.

La plus grande partie du comté est cependant couverte de forêts qui font du Nord-Trøndelag la deuxième principale zone d'exploitation forestière du pays (après le Hedmark). Les forêts et les hauts-plateaux du comté comptent par ailleurs quatre espèces de cervidés (cerfs, rennes, élans et chevreuils). Des montagnes se trouvent à la frontière avec la Suède.
Le comté comporte également quelques parcs naturels comme les parcs nationaux de Blåfjella-Skjækerfjella (l'un des plus grands du pays), Børgefjell (en partie), Lierne et Skarvan og Roltdalen (en partie).
Le plus grand lac de la région est le Snåsavatnet et le principal cours d'eau est la Namsen, réputée pour ses saumons.rivers in Europe. Le Salvatnet est le second lac d'Europe par sa profondeur (482 m).

## Communes
Le comté de Nord-Trøndelag est subdivisé en 24 communes (kommuner en norvégien) au niveau local :

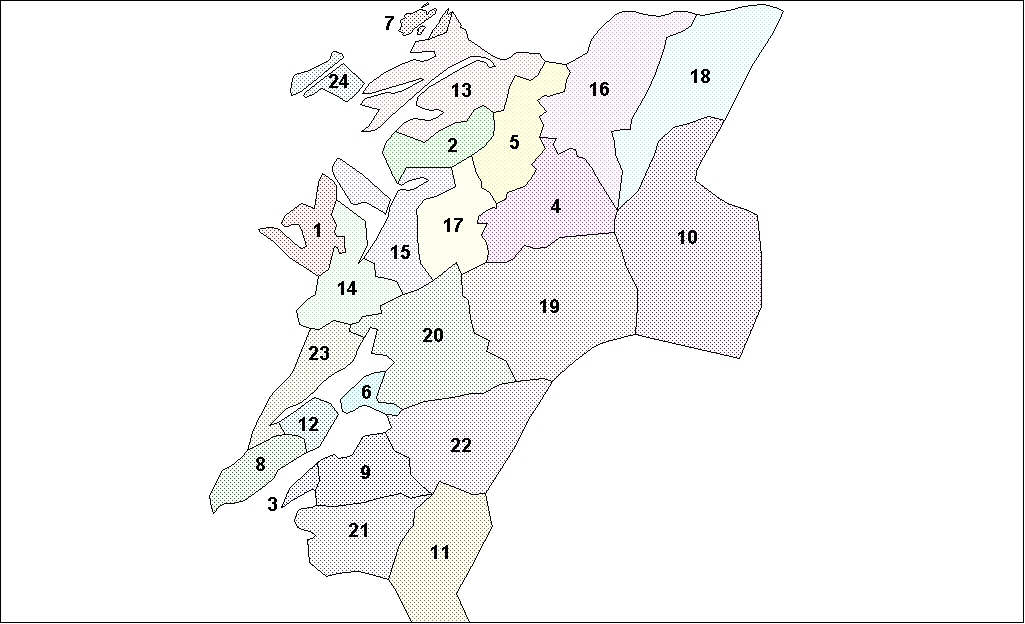
Localisation des municipalités du Nord-Trøndelag.

1. Flatanger
2. Fosnes
3. Frosta
4. Grong
5. Høylandet
6. Inderøy
7. Leka
8. Leksvik
9. Levanger
10. Lierne
11. Meråker
12. Mosvik
13. Namdalseid
14. Namsos
15. Namsskogan
16. Nærøy
17. Overhalla
18. Røyrvik
19. Snåsa
20. Steinkjer
21. Stjørdal
22. Verdal
23. Verran
24. Vikna

## Îles
- Skoftin
- Ytterøya

## Mégalithisme
Le comté de Nord-Trøndelag abrite plusieurs menhirs (généralement de taille modeste), ainsi que des tumuli :
- Menhir de Garstad
- Menhir de Rørvik
- Menhir de Steinkjer
- Vangssteinen

### Articles
- Royaume de Hålogaland
- Royaume de Namdalen